# Oliver Hirschbiegel
Oliver Hirschbiegel (n. 29 decembrie 1957) este un regizor german de film. Printre lucrările sale se numără Das Experiment și filmul nominalizat la Oscar Ultimele zile ale lui Hitler.

## Filmografie
- Das Experiment (2001)
- Ultimele zile ale lui Hitler (2004)
- Invazia (2007)
- Cinci minute în Rai (2009)
- Diana (2013)